# Hilaria Baldwin
Hilaria Baldwin (nacida como Hillary Lynn Hayward-Thomas; Boston, Massachusetts; 6 de enero de 1984) es una instructora de yoga, empresaria, presentadora de podcasts y autora estadounidense. Trabajó en una cadena de estudios de yoga con sede en Nueva York llamada Yoga Vida y ha lanzado un DVD de ejercicios y un libro centrado en el bienestar. Está casada con el actor Alec Baldwin desde 2012.

## Biografía
Baldwin nació como Hillary Lynn Hayward-Thomas en la ciudad de Boston, Massachusetts el 6 de enero de 1984, hija de Kathryn Hayward y David Thomas Jr. Su madre creció en Massachusetts y estudió medicina allí; trabajó en un hospital local y fue profesora de medicina en Harvard antes de retirarse en 2012. Su padre era un abogado graduado en Literatura Española que asistió al Haverford College y a la Universidad de Georgetown. Se mudaron a Mallorca en 2011.
Baldwin asistió a un colegio privado, el Cambridge School of Weston, en Weston, Massachusetts. Estudió Historia del Arte y Danza en la Universidad de Nueva York. 
En 2005 comenzó a dar clases de yoga. En el verano de 2012, lanzó SoulYoga, una clase ofrecida tan solo en East Hampton perteneciente a SoulCycle, y que está diseñada para fortalecer los músculos cuando se hace bicicleta en espacios cerrados.
Ha figurado como una autoridad del fitness en programas de televisión como E! News, Rachael Ray, Good Afternoon America, y el programa de Plum TV, "Yoga with a View," como también en publicaciones como Fitness Magazine, US Weekly y What to Expect. Además, entre 2012 y 2019, fue corresponsal de "estilo de vida" en el programa de televisión "Extra", donde se encargó de cubrir temas como fitness, moda, celebridades y otras noticias. Debido a esto, ha entrevistado a celebridades tales como el gobernador Chris Christie, Jane Fonda, Emma Stone y Tony Bennett.

## Vida personal
Baldwin lidió con la anorexia y la bulimia de joven.
En febrero de 2011 conoció a Alec Baldwin en un restaurante vegetariano de Manhattan. La pareja se casó en junio de 2012 en Nueva York. Se convirtió en madrastra de la hija de Baldwin con Kim Basinger, Ireland Baldwin. Tienen siete hijos juntos: Carmen Gabriela (23 de agosto de 2013), Rafael Thomas (17 de junio de 2015), Leonardo Ángel Charles (12 de septiembre de 2016), Romeo Alejandro David (17 de mayo de 2018), Baldwin sufrió dos abortos antes del nacimiento de Eduardo Pau Lucas (8 de septiembre de 2020), María Lucía Victoria (25 de febrero de 2021; nacida a través de maternidad subrogada) y Ilaria Catalina Irena Baldwin (22 de septiembre de 2022).

### Controversias
El 21 de diciembre de 2020, una usuaria de Twitter llamada Leni Briscoe tuiteó: "El esfuerzo de Hilaria Baldwin de hacerse pasar por una española durante décadas es admirable". En el hilo se incluía un vídeo del programa Today en el que Baldwin parecía olvidarse de como se decía la palabra "pepino" en inglés, hablando además con acento español. El hilo se viralizó y se comenzaron a publicar muchas noticias que hablaban de "apropiación cultural". La página web The Cut declaró: "Hay algunas discrepancias en la biografía de Hilaria Baldwin", haciendo mención a que ella se presentaba en redes sociales como nacida en la isla española de Mallorca y publicando clips en los que se veía a Baldwin hablando en diversos acentos. También salió a la luz que Baldwin afirmaba en redes sociales no sólo haber nacido en Mallorca sino haberse educado en España, tener ancestros españoles por vía materna e, incluso, no tener el inglés como lengua materna. La página The Things citó declaraciones de un primo de Baldwin afirmando que ella es "0% española" y que la familia de Hilaria Baldwin solo había pasado tiempo en España debido a unas visitas por vacaciones, mientras antiguos compañeros de escuela en Boston la recordaban como "de piel más pálida y cabello rubio", y con el nombre de "Hillary" en lugar de Hilaria.
La situación llevó a usuarios de Twitter a comparar a Baldwin con Rachel Dolezal, una académica estadounidense de raza blanca que alegaba tener ascendencia afroamericana y durante años se presentaba como tal ante sus colegas.
Baldwin respondió, a través de Instagram, el 27 de diciembre de 2020, diciendo que ella se identificaba como de raza blanca, y que su origen étnico incluía "muchas, muchas cosas". Declaró que nació en Boston, Massachusetts. y afirmó haber pasado "parte de su infancia en España y parte en Massachusetts", pero que nunca había asistido a la escuela en España, y solo pasó vacaciones familiares allí.  En un podcast en abril de 2020, declaró: "Me mudé aquí [a Nueva York] a los 19 años para asistir a la Universidad de Nueva York"; y cuando se le preguntó de donde era, ella dijo: "Mi familia vive en España; viven en Mallorca", y que "vine a estudiar y nunca me fui".

## Obros
- Baldwin, Hilaria (27 de diciembre de 2016). The Living Clearly Method: 5 Principles for a Fit Body, Healthy Mind & Joyful Life (en inglés). Rodale. ISBN 978-1-62336-698-8. Consultado el 13 de mayo de 2025.
- Baldwin, Carmen; Baldwin, Hilaria (2025-04). Glowing Up: Recipes to Rock Your Natural Beauty (en inglés). Di Angelo Publications. ISBN 978-1-962603-32-4. Consultado el 13 de mayo de 2025.
- Baldwin, Hilaria (6 de mayo de 2025). Manual Not Included (en inglés). Simon and Schuster. ISBN 978-1-6680-1000-6. Consultado el 13 de mayo de 2025.